# Kapustňák
Kapustňák (Trichechus) je rod mořských savců, který představuje jediný současný rod čeledi kapustňákovití (Trichechidae), jež společně s dugongovitými utváří řád sirén. Kapustňáci jsou mohutní savci dosahující délky mezi 3 až 4 metry a váhy kolem 500–1500 kg. Tito nemotorně působící živočichové jsou plně přizpůsobeni k životu ve vodě, na souši se vůbec nedokážou pohybovat. Mezi kapustňáky se řadí tři současně žijící druhy. Kapustňák širokonosý obývá západní Atlantik od jihovýchodní části Spojených států amerických přes Mexický záliv a Karibik po severovýchodní oblasti Jižní Ameriky. Kapustňák jihoamerický žije v povodí Amazonky a kapustňák senegalský se vyskytuje v pobřežních oblastech a řekách středozápadní Afriky.  
Kapustňákovití se liší od dugongovitých mj. tím, že jejich čenich je zahnutý dolů mnohem méně a ocas kapustňáků má pádlovitý tvar, zatímco u dugongovitých má tvar vidlicovitý. Horní pysk kapustňáků je chápavý (podobně jako sloní chobot) a každá ze dvou částí se může pohybovat nezávisle, což kapustňákům pomáhá s podsouváním potravy k tlamě. Kapustňáci se živí převážně býložravě, některé druhy vzácně sežerou i měkkýše nebo ryby. Všichni kapustňáci jsou v ohrožení. Hrozbu představuje hlavně zamotání do rybářských sítí a následné utonutí, degradace přirozeného prostředí, srážky s loděmi (hlavně v okolí Severní Ameriky) a v Africe, Amazonce a omezeně i v Karibiku jsou kapustňáci stále loveni lidmi pro jejich chutné maso.  

## Systematika

### Taxonomie a název
Rod kapustňák (Trichechus) vytyčil již Carl Linné v 10. vydání Systema naturae v roce 1758. Linné kapustňáky považoval za jednu ze skupin řádu Bruta, do které ještě zařadil slony, lenochody, mravenečníky a luskouny. V 19. století se s kapustňáky občas nakládalo jako s nezvyklou tropickou formou mrože ledního, pročež byl někdy mrož lední zařazován do rodu Trichechus. Rod Trichechus byl v roce 1872 povýšen na samostatnou čeleď kapustňákovití (Trichechidae), se kterou přišel americký badatel Theodore Nicholas Gill. Název Trichechus pochází z řeckých slov thrix (plurál trichos, česky „vlas“ či „chlup“) a ekh („mít“), což odkazuje k ochlupení kapustňáků na těle a obličeji.
V mnoha jazycích včetně češtiny se zástupce kapustňáků označuje lidově jako „mořská kráva“. Například v angličtině se kapustňák častuje výrazem sea cow, v němčině Seekuh, ve francouzštině vache de mer a ve španělštině vaca marina. Obecné české rodové jméno „kapustňák“ vymyslel již Jan Svatopluk Presl.

### Vnější systematika a evoluce
Rod kapustňák (Trichechus) taxonomicky spadá do čeledi kapustňákovití (Trichechidae) a řádu sirény (Sirenia), kam se ještě řadí dugongovití (Dugongidae) s jediným recentním zástupcem dugongem indickým (Dugong dugon) a relativně nedávno vyhynulým korounem bezzubým (Hydrodamalis gigas). Kapustňáci, potažmo sirény, jsou jednou z nejodvozenějších skupin mezi všemi současnými savci. Sirény představují jediné býložravé savce, kteří se plně uzpůsobili životu ve vodě. Fosilní záznam sirén sahá až do eocénu do doby před více než 50 miliony lety; nejprimitivnějším zástupcem je Prorastomus. Zatímco dugongovití mají poměrně bohatý fosilní záznam, fosilie kapustňáků jsou mnohem vzácnější.

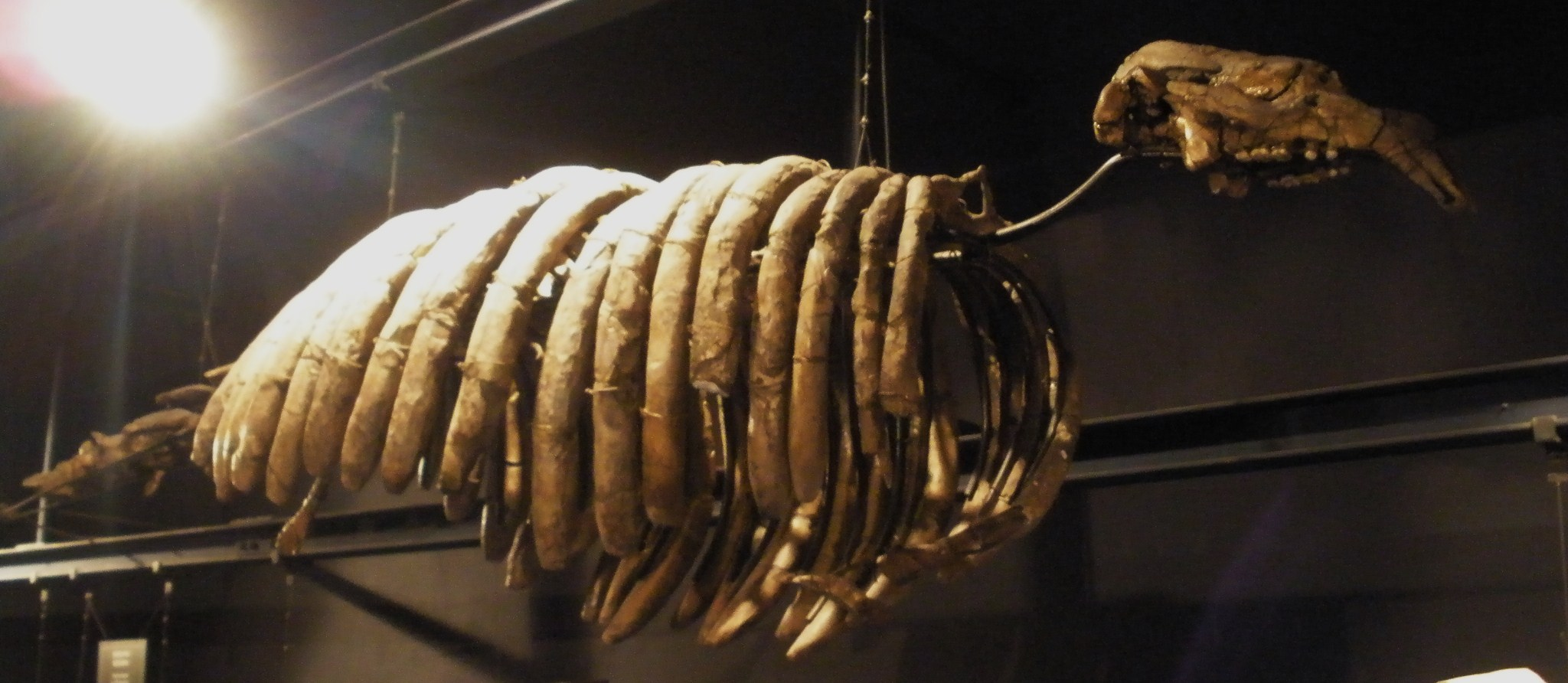
Kostra Miosirena, vyhynulého rodu kapustňáků z podčeledi Miosireninae

Čeleď kapustňákovitých se rozděluje na dvě podčeledi: Miosireninae, která zahrnuje několik fosilních rodů, a Trichechinae, do které se řadí mj. současní kapustňáci. Zástupci málo známých miosireninů obývali severozápadní Evropu od oligocénu až po miocén. Měli razantně zesílené patro a chrup, což mohla být adaptace na drcení schránek měkkýšů a korýšů. První fosilní zástupce trichechinů se objevuje v miocénu. Jednalo se o miocenní rod Potamosiren (stáří kolem 15 milionů let), který je znám z fosilních nalezišť v Jižní Americe. V jihoamerické oblasti byl objeven i miocenní rod Ribodon, který vynikal tím, že u něj docházelo k nahrazování tzv. žvýkacích zubů, což je typické i pro moderní kapustňáky. Tyto zuby postupně dorůstají celý život od zadní části čelisti, a jakmile se přední zuby natolik opotřebují, že odpadnou, na jejich místo se pomalým posunem dostanou zadnější zuby, čímž se uvolní místo v koutcích čelisti pro růst nového zubu. Stejný princip neukončené náhrady chrupu je znám pouze u jednoho dalšího savce, a sice klokana rezavého (Petrogale concinna); u jiných savců s podobnou zubní náhradou je výměna ukončená. Ribodon je považován za přímého předka rodu Trichechus.
Podle jedné z novějších hypotéz z roku 2022 se poslední společný předek sirén patrně vyvinul již v paleocenní Severní Americe. Během eocénu měl postupně osídlit severní Evropu, odkud se koncem eocénu rozšířil do Jižní Ameriky a Karibiku. Někdy v tomto období, přesněji před asi 33,9 miliony lety, mělo dojít k vydělení dugongovitých a kapustňákovitých do samostatných evolučních linií. Následná radiace kapustňáků je spojována s Jižní Amerikou, kde kapustňáci nejdříve obývali jezero Pebas (prehistorické obří jezero či močál na severozápadě Jižní Ameriky), které bývalo odvodňováno do Karibiku. V pliocénu a pleistocénu došlo k formování řeky Amazonky, která začala odvodňovat tuto oblast do Atlantiku přes jihoamerickou pevninu. Vznikem mohutného vodního toku došlo k přesunu obrovského množství živin do nových oblastí, což umožnilo hojné rozšíření vodních trav, primární potravy kapustňáků. Díky Amazonce se kapustňáci rozšířili do různých koutů severní a střední části jihoamerické oblasti, což podpořilo vznik nových forem a druhů. Původ kapustňáka senegalského, který obývá Afriku, zůstává nejasný z důvodu chybějících fosilních nálezů na africkém kontinentu.

### Vnitřní systematika
Ke kapustňákovitým se řadí 3 recentní druhy s následujícím rozšířením:
| Obrázek | Obecné jméno           | Vědecký název                                                    | Rozšíření                                                     |
| ------- | ---------------------- | ---------------------------------------------------------------- | ------------------------------------------------------------- |
|         | kapustňák širokonosý   | Trichechus manatus Linnaeus, 1758 - T. m. manatus Linnaeus, 1758 | Západní Atlantik od Spojených států přes Karibik po Brazílii. |
|         | kapustňák jihoamerický | Trichechus inunguis (Natterer, 1883)                             | Povodí Amazonky.                                              |
|         | kapustňák senegalský   | Trichechus senegalensis Link, 1795                               | Východní Atlantik podél západoafrického pobřeží a řek.        |

V roce 2020 byl popsán kapustňák Trichechus hesperamazonicus, který žil před 45 000 lety v brazilské Madeiře. Jedna z prvních studií zkoumajících fylogenetické vztahy kapustňáků porovnávala zuby a kostry současných i fosilních kapustňáků. Podle této starší studie z roku 1982 jsou kapustňák širokonosý a senegalský úzce příbuzní a kapustňák jihoamerický vykazuje větší množství odvozených znaků od předchozích dvou. To potvrdila i genetická studie z roku 2005, která zkoumala mitochondriální DNA kapustňákovitých. Novější genetické studie z let 2006, 2020 i 2021 však mají na to, že nejbližšími příbuznými jsou kapustňák jihoamerický a širokonosý, a evolučně starší kapustňák senegalský tomuto kladu utváří sesterskou skupinu. V kladogramu by tento vztah vypadal následovně:
|  | \| \| kapustňák jihoamerický (T. inunguis) \| \| \| \| \| \| kapustňák širokonosý (T. manatus) \| \| \| \| |
|  | |
|  | kapustňák senegalský (T. senegalensis)                                                                     |
|  | |
|  | kapustňák jihoamerický (T. inunguis)                                                                       |
|  | |
|  | kapustňák širokonosý (T. manatus)                                                                          |
|  | |

|  | kapustňák jihoamerický (T. inunguis) |
|  |                                      |
|  | kapustňák širokonosý (T. manatus)    |
|  |                                      |

|  | \| \| kapustňák jihoamerický (T. inunguis) \| \| \| \| \| \| kapustňák širokonosý (T. manatus) \| \| \| \| |
|  | |
|  | kapustňák senegalský (T. senegalensis)                                                                     |
|  | |
|  | kapustňák jihoamerický (T. inunguis)                                                                       |
|  | |
|  | kapustňák širokonosý (T. manatus)                                                                          |
|  | |

|  | kapustňák jihoamerický (T. inunguis) |
|  |                                      |
|  | kapustňák širokonosý (T. manatus)    |
|  |                                      |

Podle studie publikované v roce 2021 v časopise Nature došlo k vydělení kapustňáka senegalského před 6,6 miliony let, a k rozdělení kapustňáka širokonosého a jihoamerického před 1,3 miliony let. V oblasti ústí řeky Amazonky dochází ke křížení kapustňáka jihoamerického a širokonosého. Tito kříženci se mohou vyskytovat podél atlantského pobřeží Brazílie na sever až do Guyany a snad i Venezuely. Nejstudovanějším druhem je kapustňák širokonosý subsp. latirostris (dříve označován jako kapustňák floridský). V řadě případů se u informací o kapustňácích obecně vychází z poznatků právě o tomto poddruhu.

## Popis

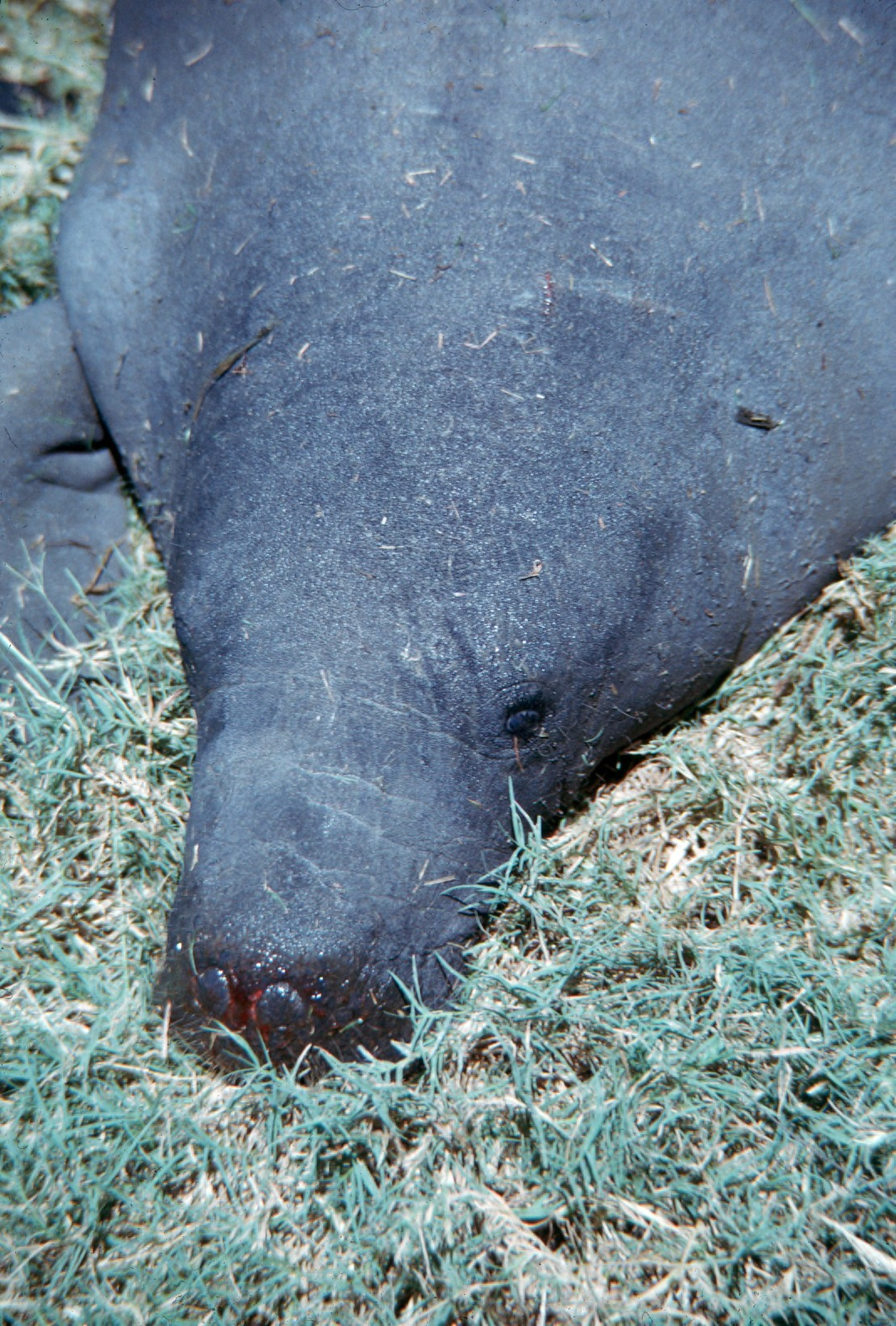
Detail hlavy kapustňáka jihoamerického

Kapustňák je velký savec se zavalitým tělem a malou hlavou a očima. Nejvýraznějším prvkem hlavy je velký, dolů směřující čenich hranatých tvarů. Míra zahnutí čenichu je u kapustňákovitých menší než u dugongovitých a u kapustňáků se druhově liší v závislosti na převažujícím umístění vodních rostlin na jejich stanovištích. Nejméně zahnutý čenich má kapustňák senegalský, naopak kapustňák širokonosý subsp. latirostris má čenich zahnutý nejvíce. Vysoká pohyblivost čenichu umožňuje kapustňákům jeho využití k přidržování potravy, což do značné míry nahrazuje úchopovou funkci prstů.
Horní pysk je rozštěpen na dvě poloviny, což kapustňákům dovoluje pohybovat s každou stranou horního pysku samostatně. Nozdry jsou posunuty z konce čenichu do jeho zadní části, což energeticky zefektivňuje dýchání při vynořování. Horní pysk je pokryt silnými štětinovými chlupy. Nozdry kapustňáků mají záklopku, kterou lze při ponoření zavřít (dugong záklopku nemá a při ponoření své nozdry pouze bočně stlačí okolní svalovina). Přední končetiny jsou přeměněny v ploutve, které se dokáží otáčet v ramenním i loketním kloubu (srv. s kytovci, u kterých se přední končetiny otáčí jen v ramenním kloubu). Přední končetiny jsou relativně ohebné ve všech kloubech. Na konci předních končetin se zachovaly drobné zbytky 3–4 nehtů. Zadní končetiny jsou přeměny v mohutný ocas, který má pádlovitý tvar a byl připodobněn k tvaru bobřího ocasu; u dugongovitých je ocas vidlicový se špičatými konci a spíše vypadá jako ocasní ploutev kytovců. Každá plíce je v samostatné dutině. S každým nadechnutím kapustňák vymění kolem 90 % vzduchu v plících (pro srovnání, člověk vymění při nadechnutí kolem 10 % vzduchu). Nemají ušní boltce, ale pravděpodobně dobře slyší. Oči jsou chráněny průhlednou blánou. Kapustňáci jsou jediní známí živočichové s vaskularizovanou rohovkou. Může se jednat o adaptaci na dráždění rohovek vznikající v turbulentním sladkovodním hypotonickém prostředí, tzn. prostředí s větším vodním tlakem a menším množstvím soli než má mořská voda.

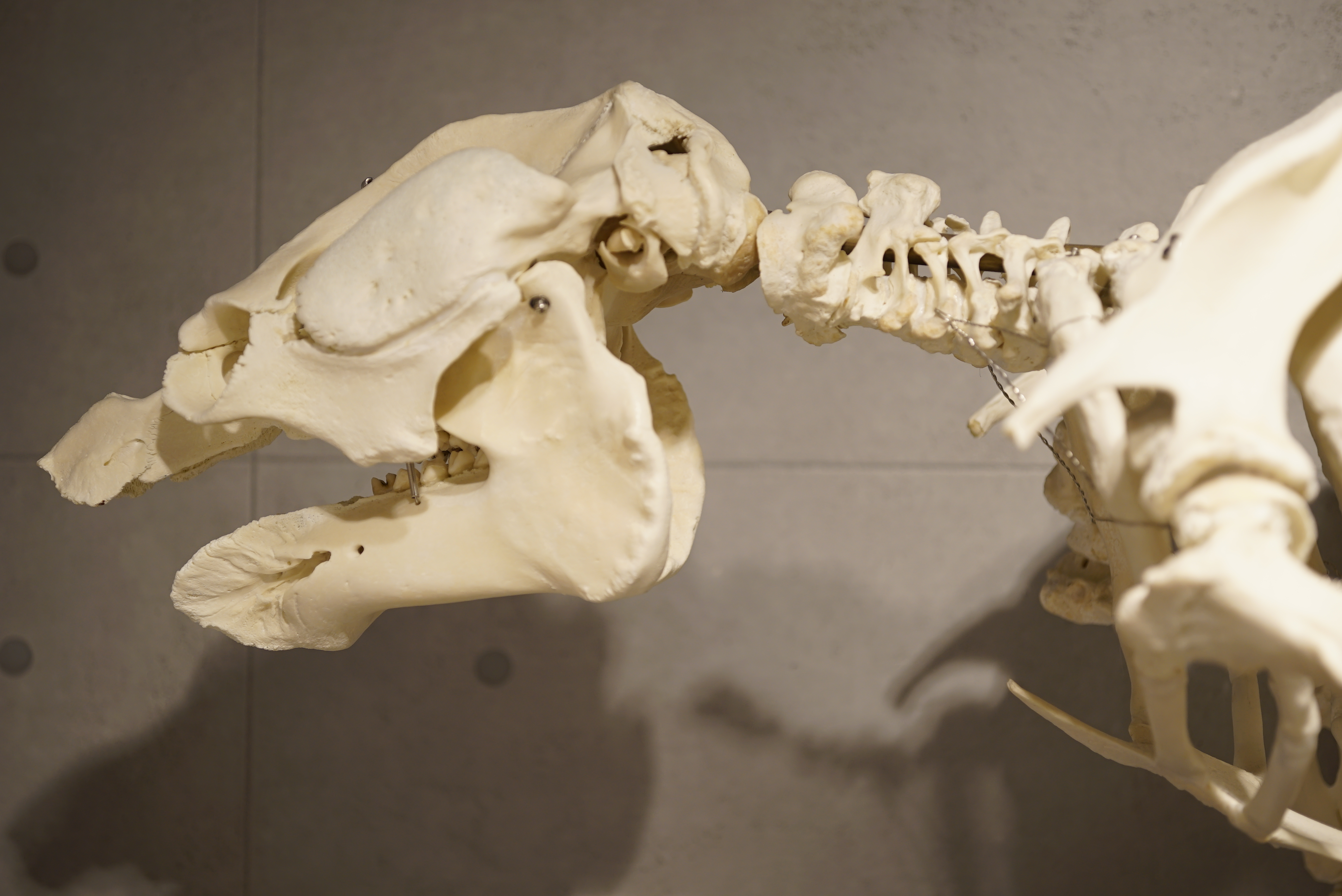
Lebka kapustňáka senegalského

Největším kapustňákem je kapustňák širokonosý, který je s váhou až 1500 kg a délkou kolem 4 m vůbec největší sirénou. Nejmenším zástupcem kapustňáků je kapustňák jihoamerický, který váží kolem 500 kg a dosahuje délky asi 3 m. Samice kapustňáků většinou bývají o něco delší než samci, není to však pravidlem. Barva kůže bývá v modrých a šedých odstínech. Kapustňák jihoamerický má na břichu světlé skvrny. Povrch asi 5 cm silné kůže pokrývá řídké ochlupení o délce 3–4,5 cm. Na ocase, u ploutví a na krku utváří kůže hluboké záhyby. Kapustňáci spolu s lenochody jsou jediní savci, u kterých má krční páteř jiný počet obratlů než 7. Zatímco lenochodovití dvouprstí mají 5–7 krčních obratlů a lenochodovití tříprstí 8–9, kapustňáci jich mají 6. Podle studie z roku 2011 se jedná o důsledek mutace homeotických genů, během které došlo ke změně funkce krčních obratlů na hrudní (nebo v případě některých lenochodů naopak v závislosti na tom, zda je krčních obratlů více nebo méně než 7).

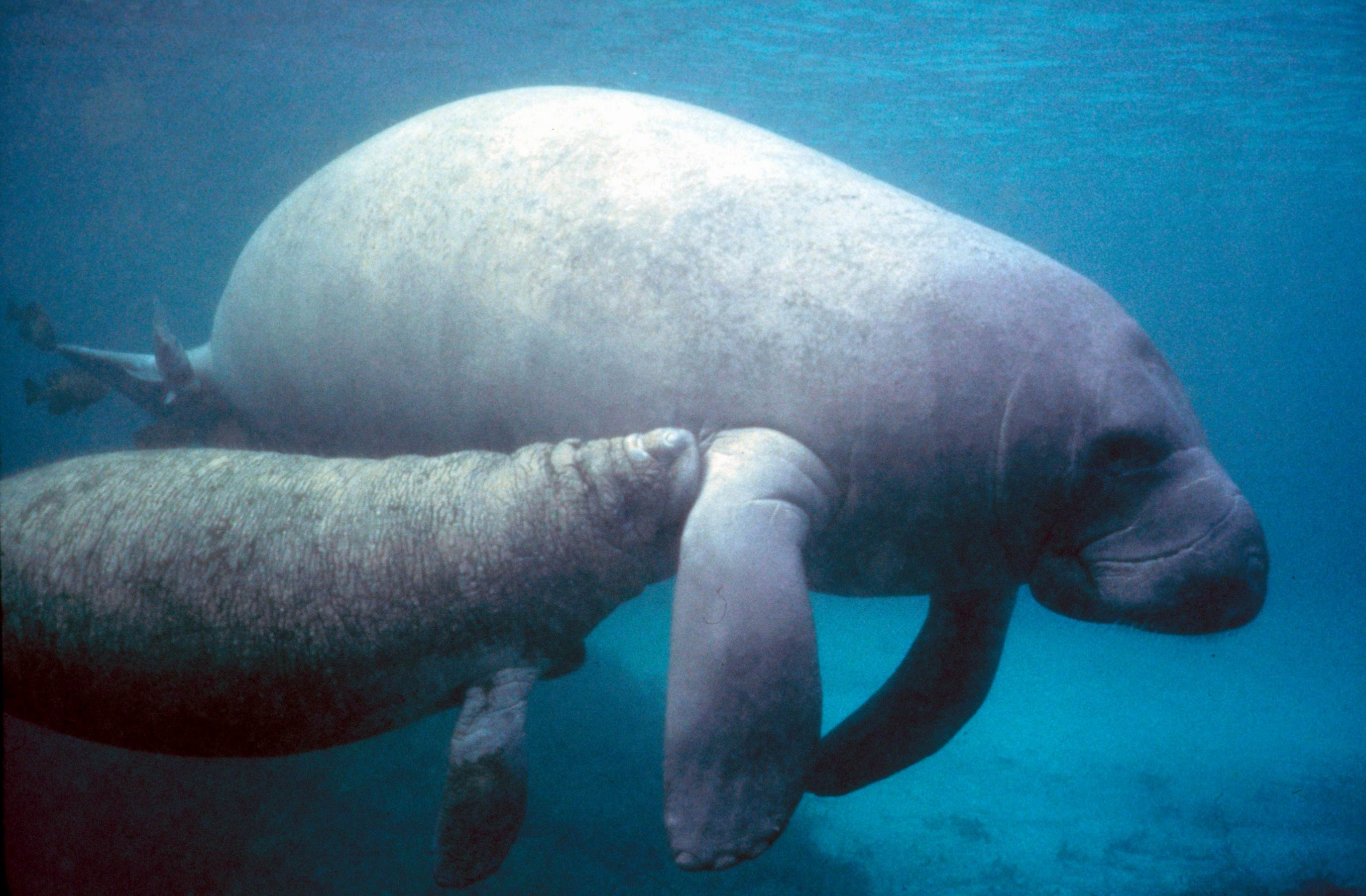
Samice kapustňáka širokonosého s mládětem

Dospělí kapustňáci mají 24–32 zubů. Na rozdíl od dugongů kapustňáci nemají špičáky, resp. kly, ale pouze žvýkací zuby s nízkými korunkami a příčnými lištami s hrbolky. Kapustňáci se živí vodními rostlinami, které tyto zuby neustále obrušují. Tento problém vyřešila evoluce u kapustňáků tak, že obroušené přední zuby průběžně vypadávají a na jejich místo se posouvají zuby nové. V koutku čelisti se tak vytváří prostor pro nový zub, který postupně vytlačuje zubní řadu kupředu. Podobný systém je znám i u slonů, avšak u slonů dochází k výměně zubů pouze několikrát, zatímco u kapustňáků je výměna neukončená. U dugongů je způsob výměny zubů odlišný – zuby s otevřenými kořeny průběžně dorůstají.

## Výskyt
Kapustňáci se vyskytují převážně v tropických vodách Atlantského oceánu a řek, které se do Atlantiku vlévají. Pouze kapustňák širokonosý subsp. latirostris zasahuje svým areálem rozšíření i do subtropického a mírného klimatického pásu. Kapustňák širokonosý a jihoamerický mohou obývat sladkovodní i mořské habitaty. Kapustňák senegalský se vyskytuje pouze ve sladkovodních biotopech.

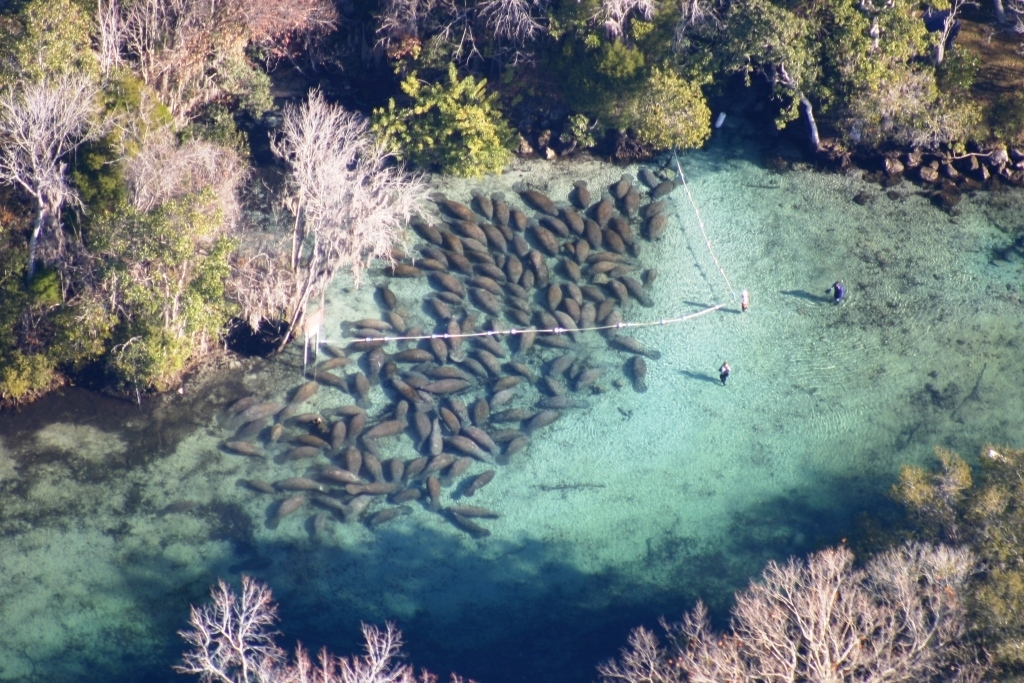
Skupina kapustňáků širokonosých u teplých pramenů u pobřeží Floridy

Kapustňák širokonosý obývá slané, brakické i sladké vody Mexického zálivu, Karibského moře a atlantského pobřeží jihovýchodních Spojených států amerických a severovýchodní části Jižní Ameriky. Kapustňák jihoamerický obývá poklidnější části řeky Amazonky a jejích přítoků a jezer. Vyskytuje se ve všech typech vod Amazonky – v černé, bílé i čiré vodě. Kapustňák senegalský obývá pobřežní mořské i sladkovodní biotopy západní Afriky od Senegalu po Angolu. Může se vyskytovat ve větších řekách a jezerech až do 2000 km od moře. K nejvýznamnějším řekám s výskytem kapustňáka senegalského patří řeky Niger, Benue, Gambie a Senegal.
Rozšíření kapustňáků je v jejich areálu výskytu do značné míry ovlivněno proměnlivými podmínkami jejich přirozených stanovišť. Kapustňák širokonosý subsp. latirostris se v době chladnějšího počasí na Floridě stahuje do oblastí teplejších vod u ústí řek nebo výtoků průmyslových vod (např. z elektráren). Na takovýchto lokalitách mohou floridští kapustňáci utvářet dočasná stáda čítající stovky a výjimečně i přes tisícovku jedinců. Výskyt jiných kapustňáků je zase ovlivňován obdobím sucha a dešťů. Například kapustňák širokonosý subsp. manatus může během období dešťů zaplouvat proti proudu řek, a v období sucha, kdy hladina řek klesne, se stahuje zpět blíže k mořskému pobřeží. Podobně kapustňáci jihoameričtí a senegalští přečkávají období sucha v hlubších vodách jezer a řek, a v období dešťů, kdy hladiny řek stoupnou, vplouvají zpět i do menších a jinak mělčích řek. Některá jezera nemají vhodnou vodní vegetaci pro pasení kapustňáků, kteří se tak občas postí v průběhu celého období sucha. Postní období může trvat déle než 6 měsíců.

## Chování a biologie

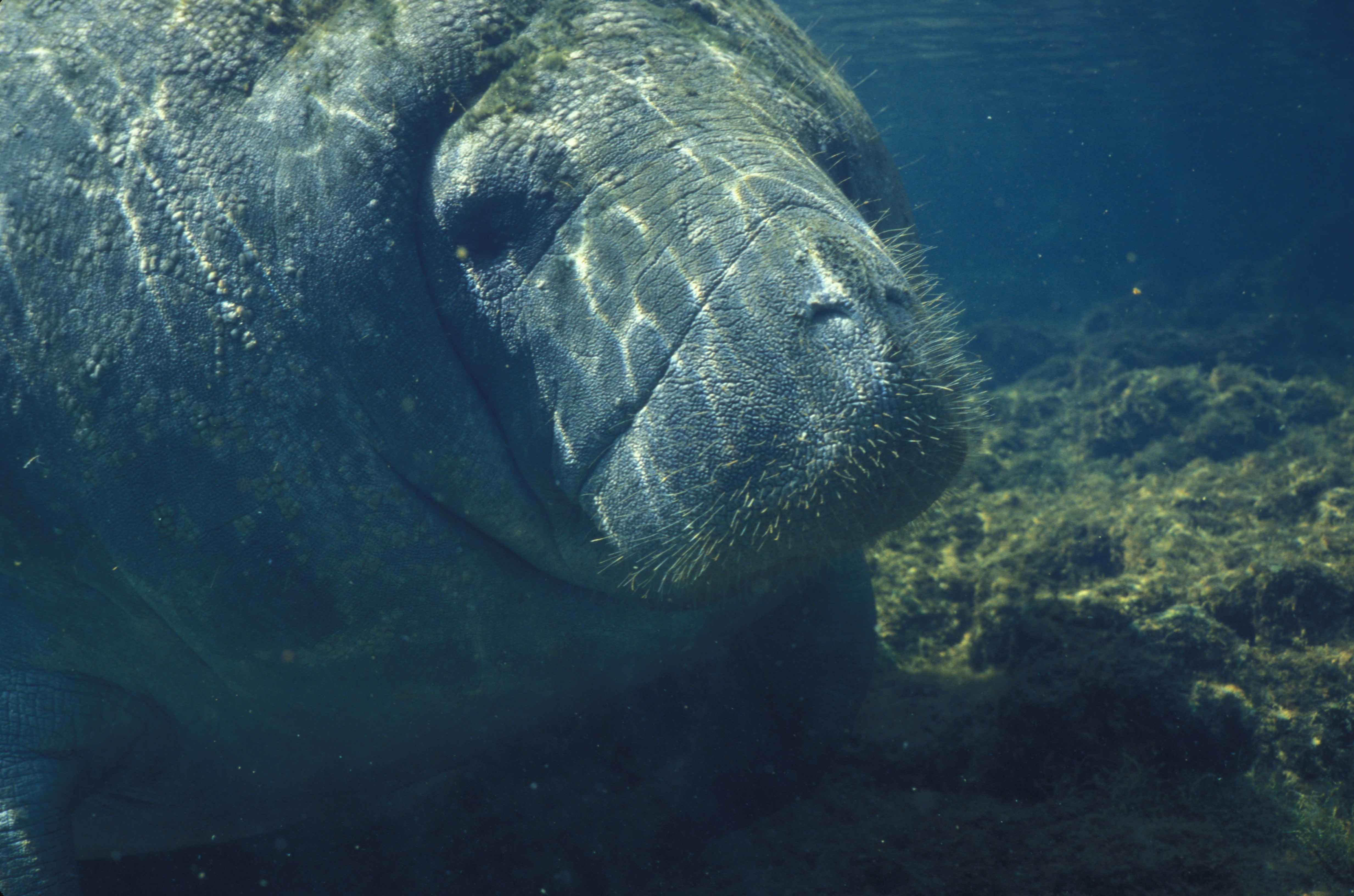
Detail čenichu s patrnými štětinovými chlupy na čenichu

K pohybu pod vodou dochází pomocí máchání silného ocasu, který kapustňákům umožňuje plavání nejen na břichu, ale i na zádech a ve vertikální pozici. I přes nemotorný vzhled jsou kapustňáci ve vodě celkem obratní, umí dělat i kotrmelce nebo otočky kolem horizontální osy (tzv. válení sudů). Tradiční pohled na kapustňáky je, že se nejedná o příliš inteligentní a sociální zvířata. Novější výzkumy z 20. let 21. století však naznačují opak a vědci proto volají po podrobnějším výzkumu kognitivních schopností kapustňáků, které do jisté míry mohou probíhat i v zajetí. Kapustňáci jsou schopni např. zpracovávat komplexní podněty z okolního prostředí a využívat dlouhodobou paměť k navigaci během dálkových přesunů za potravou nebo za pářením. Kapustňáci typicky žijí v menších stádech o několika jedincích. Vazby ve stádech bývají flexibilní a nestálé. V případě, že se dva kapustňáci potkají, může dojít k přátelské zdravici formou dotyků tlam. Kapustňáci občas mohou tvořit větší stáda o stovkách jedinců, avšak tato stáda nemají dlouhého trvání a jejich primárním účelem je společné krmení nebo přečkání chladného počasí v teplejší vodě.
Komunikaci zprostředkovávají dotykové i zvukové signály. Kapustňáci se během socializace často dotýkají čenichy a ploutvemi, nebo vydávají pisklavé a pištící zvuky v rozsahu 3–5 kHz. K predátorům kapustňáků patří velké druhy žraloků, krokodýli a v Amazonii i jaguáři. Pro potravu se potápí typicky jen do pěti metrů. Pod vodou dokáží strávit i více než 20 minut.

### Potrava

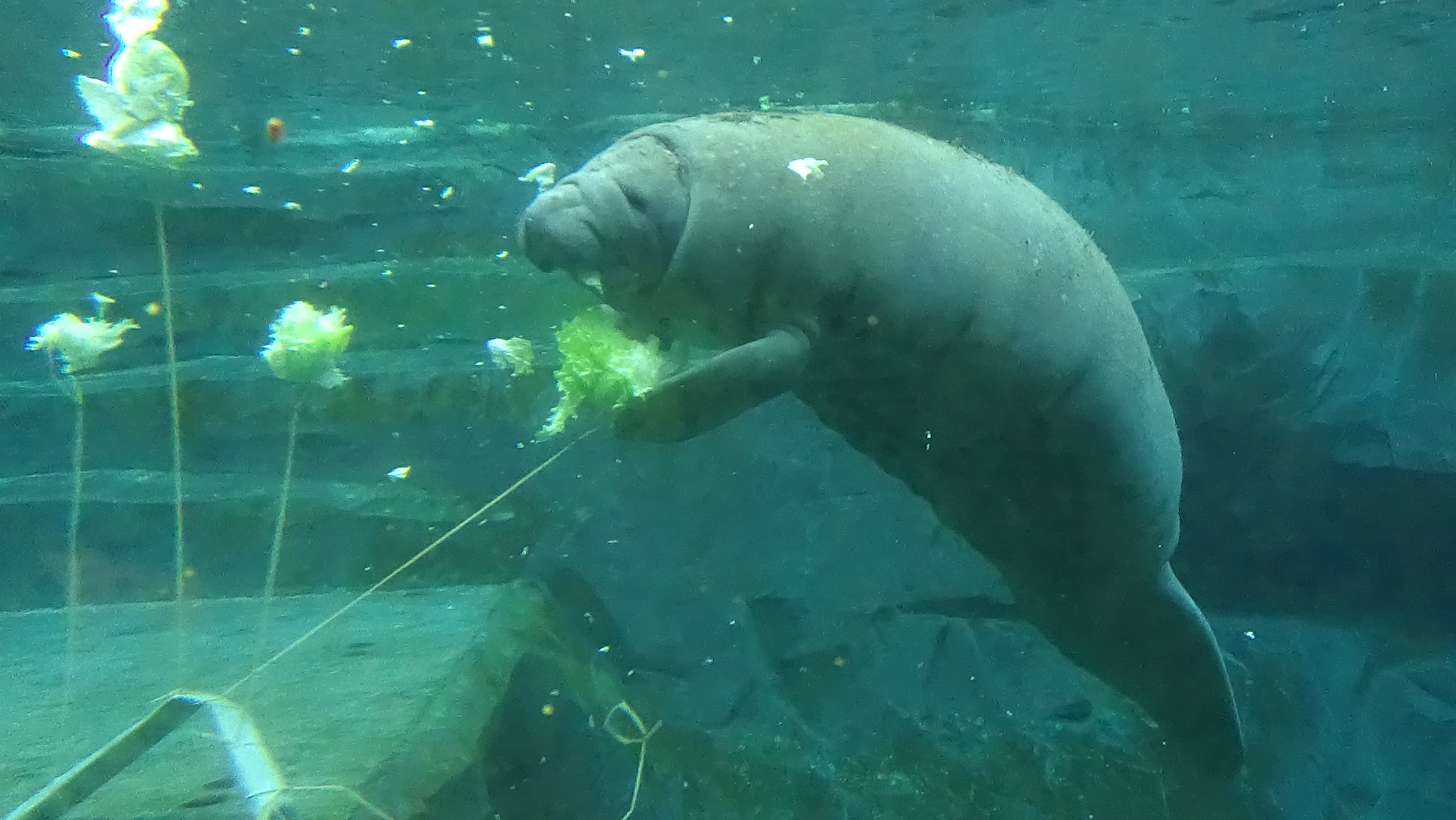
Kapustňák širokonosý při jedení v pařížské zoo. Na snímku je vidět, jak si potravu přidržuje předními ploutvemi

Kapustňák jihoamerický a širokonosý představují čistě býložravé savce. Živí se různými druhy vodních trav, které sbírají ve všech částech vodního sloupce: u dna, ve vodním sloupci i na hladině. Kapustňák jihoamerický občas může požírat i suchozemské rostliny, jejichž části se naklání až k vodní hladině. Vzhledem k poměrně nízké výživové hodnotě jejich stravy potřebují kapustňáci spořádat velké množství této potravy, aby z ní dostali dostatek živin. U kapustňáka širokonosého bylo změřeno, že denně spořádá množství trav odpovídající 10–15 % vlastní váhy. Kapustňáci s rostlinnou stravou často spolykají i písek, který jim pomáhá v trávení, avšak urychluje opotřebení jejich zubů. S trávením potravy pomáhají velmi dlouhá střeva s žaludkem se třemi prostornými žláznatými vaky.
U kapustňáka širokonosého se ukázala určitá flexibilita v jídelníčku. V některých oblastech na Floridě dochází k vymizení vodních trav následkem šíření mořských řas, čemuž se některé místní populace kapustňáků dokázaly přizpůsobit a většinu jejich jídelníčku nově tvoří místo vodních trav právě mořské řasy. Co se týče jídelníčku kapustňáka senegalského, podle několika studií i přímých pozorování místních rybářů tvoří důležitou součást jeho jídelníčku i ryby a měkkýši. Tito živočichové sice byli vzácně identifikováni i v jídelníčku kapustňáka širokonosého a jihoamerického, v jejich případě se však jedná o příležitostná pozření. Kapustňák senegalský podle některých interpretací požírá ryby a měkkýše natolik často, že se o tomto druhu kapustňáka hovoří jako o všežravci. Studie z roku 2021 však v jídelníčku kapustňáků senegalských nenalezla žádné stopy po živočišné stravě a není tedy jasné, zda tento africký kapustňák požírá živočišnou stravu náhodně, příležitostně, nebo v případě nedostatku býložravé stravy.

### Rozmnožování
U kapustňáka širokonosého dochází k rozmnožování většinou mimo zimní měsíce, u ostatních dvou druhů kapustňáků na počátku nebo v průběhu období dešťů. V tomto období kapustňáci utváří poměrně početné skupiny čítající několik samců a jednu samici. V těchto skupinách se samci přetlačují o to, kdo se nakonec se samicí spáří. Samice se spáří s několika samci. Doba březosti trvá kolem jednoho roku. Samice poté rodí pouze jedno mládě. To se zpočátku živí pouze mateřským mlékem, avšak po několika týdnech začíná požírat i rostlinnou stravu.
K odstavení dochází kolem věku 1–2 let, avšak mláďata mohou zůstávat v blízkosti matky až do věku 4 let. Mláďata se během tohoto období drží v těsné blízkosti matek. Tato strategie zřejmě snižuje riziko predace, usnadňuje komunikaci i pomáhá se snižováním hydrostatického odporu. Během této doby dochází k sociálnímu učení mláďat, při němž matky předávají svým potomkům informace o lokalitách bohatých potravních zdrojů nebo teplých vodních proudů. Chování matek kapustňáků ke svým potomkům může být různé. Někdy jsou matky k jejich chování vcelku benevolentní, jindy je drží zkrátka. Byly pozorovány samice kapustňáků, jak své potomky propleskávají předními ploutvemi či ocasem, a občas byly spatřeny i samice, které se na mláďatech pokoušely pod vodou posadit ve snaze je potrestat za předchozí nevhodné chování. Podobně různorodé chování vykazují i mláďata. Zatímco některá se odvážně vydávají samostatně poměrně daleko od matek, jiná zůstávají v jejich těsné blízkosti.

## Vztah k lidem

### Ohrožení

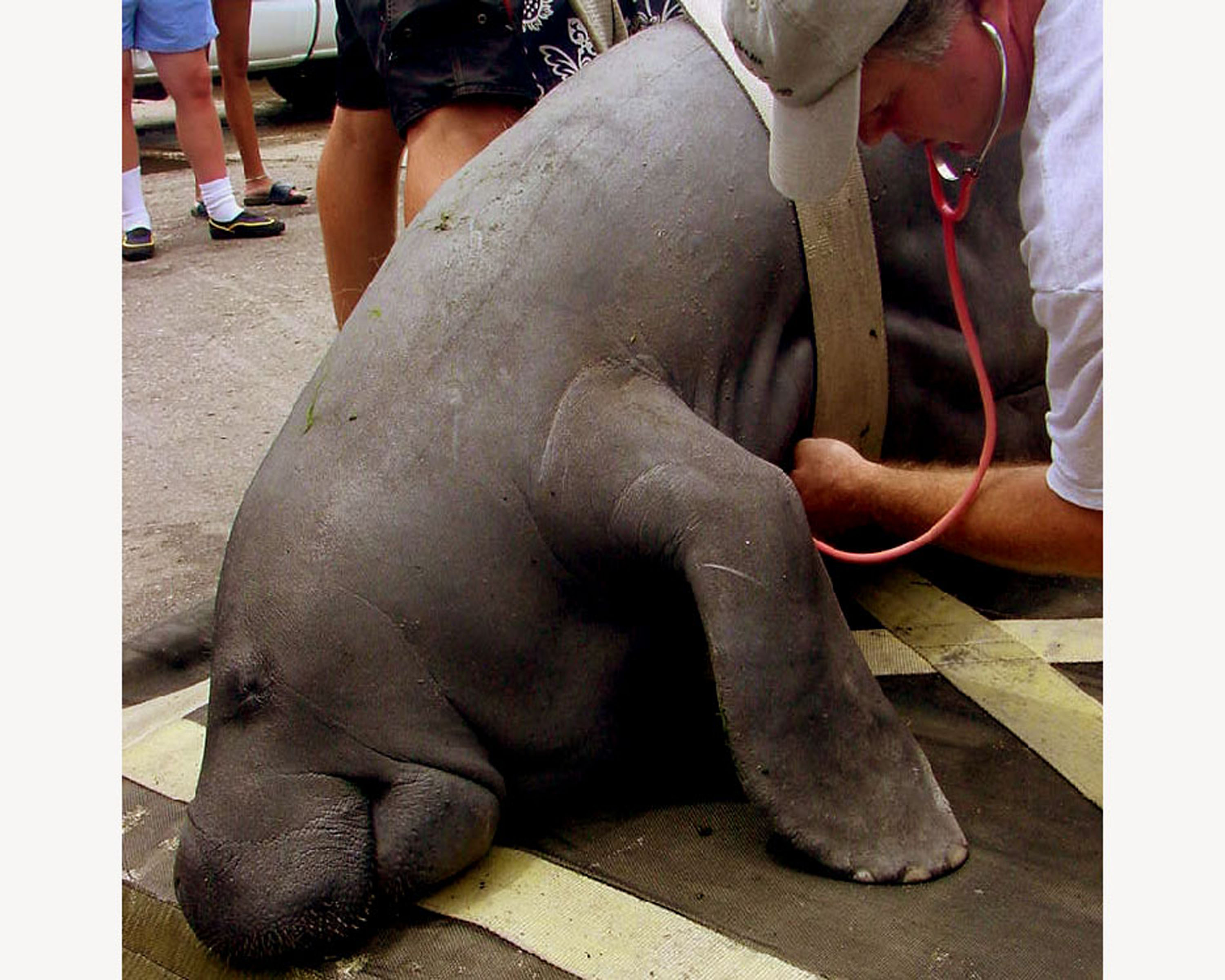
Lékařská prohlídka kapustňáka širokonosého v Karibském centru na ochranu kapustňáků (Bayamón, Portoriko)

Mezinárodní svaz ochrany přírody hodnotil všechny tři druhy k roku 2025 jako zranitelné. K hlavním příčinám patří zamotání do rybářského náčiní a následné utonutí nebo uškrcení, ztráta a degradace přirozeného prostředí a u kapustňáka širokonosého srážky s loděmi. Hlavně v Africe patří k hlavním ohrožením kapustňáků i pokračující lov.
V minulosti docházelo k hojnému lovu kapustňáků. Z archeologických nalezišť je zřejmé, že kapustňáci byli loveni v oblasti Floridy již před 8500–6000 lety př. n. l. Lov kapustňáků domorodými národy však zůstával na udržitelných úrovních a teprve po příchodu evropských kolonistů do Ameriky začalo docházet k lovu kapustňáků v neudržitelných měřítkách. V neprospěch kapustňáků hrála velkou roli jejich přátelská povaha, což usnadňuje přiblížení k nim, jejich chutné maso a velmi pomalá obnova populace. Raní evropští misionáři v Amazonii měli za to, že místní kapustňáci jsou velké ryby, a jejich maso doporučovali jako páteční pokrm. K lovu kapustňáků v průmyslových objemech došlo již v 17. století, kdy nizozemští obchodníci naplnili až 20 lodí mrtvými kapustňáky z Brazílie ročně. V polovině 18. století již populace kapustňáků v Amerikách razantně poklesly a obchodníci měli problém naplnit i jednu loď.

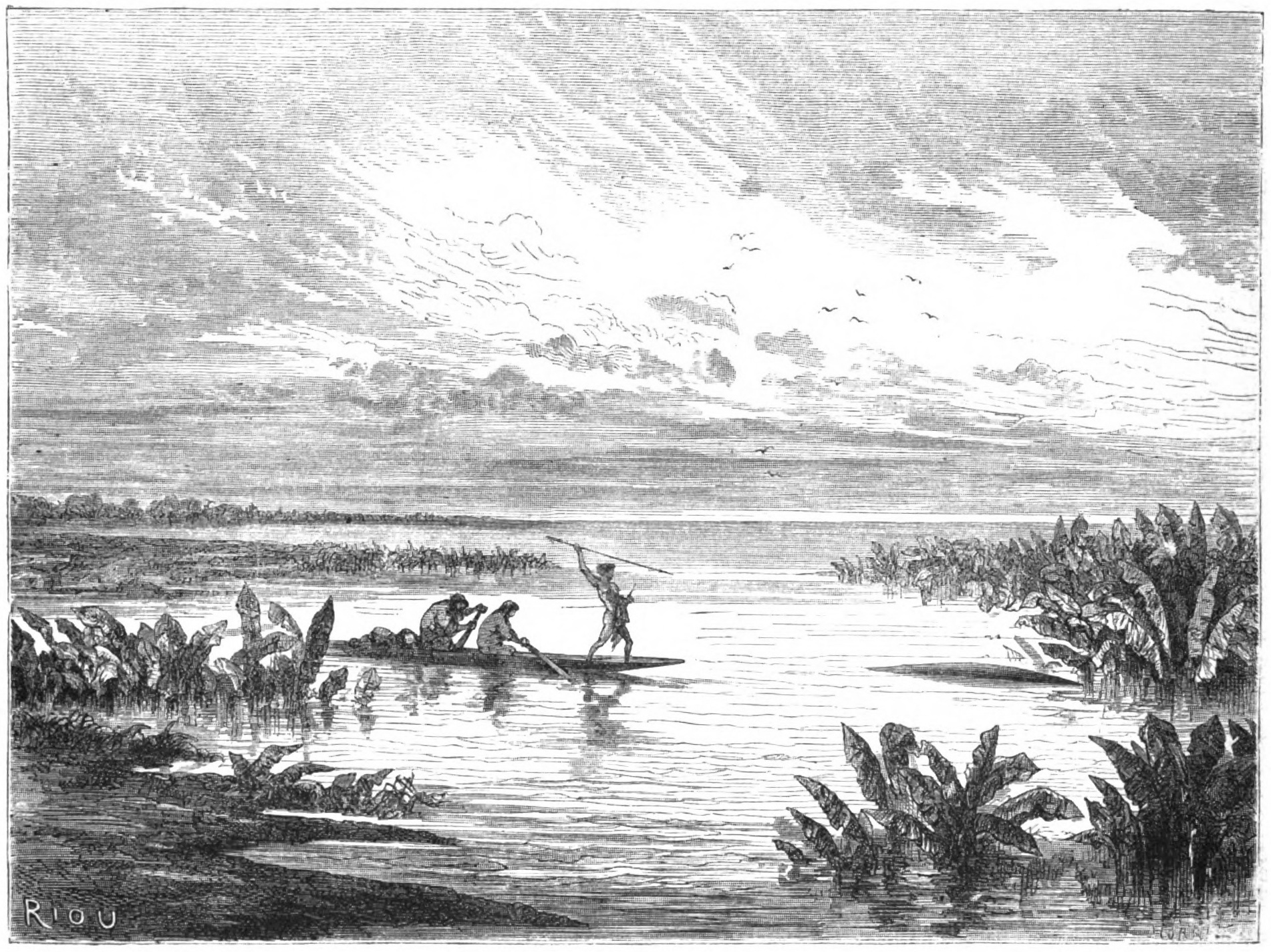
Kresba peruánských domorodců při lovu kapustňáka

V 17. a 18. století bylo maso kapustňáků hojně využíváno jako levná potrava pro otroky. Maso kapustňáků bylo známé tím, že po usmažení ve vlastním oleji se dalo zakonzervovat až na dobu jednoho roku. Tento pokrm byl znám pod názvem mixira. Využíván byl i tuk a kůže. Ke krátkému obnovení komerčního lovu došlo mezi lety 1935–1954, kdy bylo zabito kolem 200 000 kapustňáků. Primárním cílem bylo získávání kůží, ze kterých se vyráběly strojní pásy, hadice, těsnění aj. V roce 1973 došlo k zákazu lovu kapustňáků na území Spojených států amerických, po čemž komerční lov víceméně ustal. K lovu kapustňáků stále dochází v Karibiku, Amazonii a Africe. Primárním cílem je získání masa, avšak v Karibiku a Africe se části kapustňáků využívají i pro  tradiční medicínu a rituály nebo vyřezávání dekorativních předmětů. V Sierra Leone někteří místní domorodci loví kapustňáky proto, protože jim trhají nastražené sítě na ryby. V některých oblastech afrického i amerického kontinentu bylo vypozorováno, že v oblastech hojného lovu kapustňáků začali být kapustňáci aktivní hlavně v noci, což se dává do souvislosti s tím, že je člověk během dne loví.

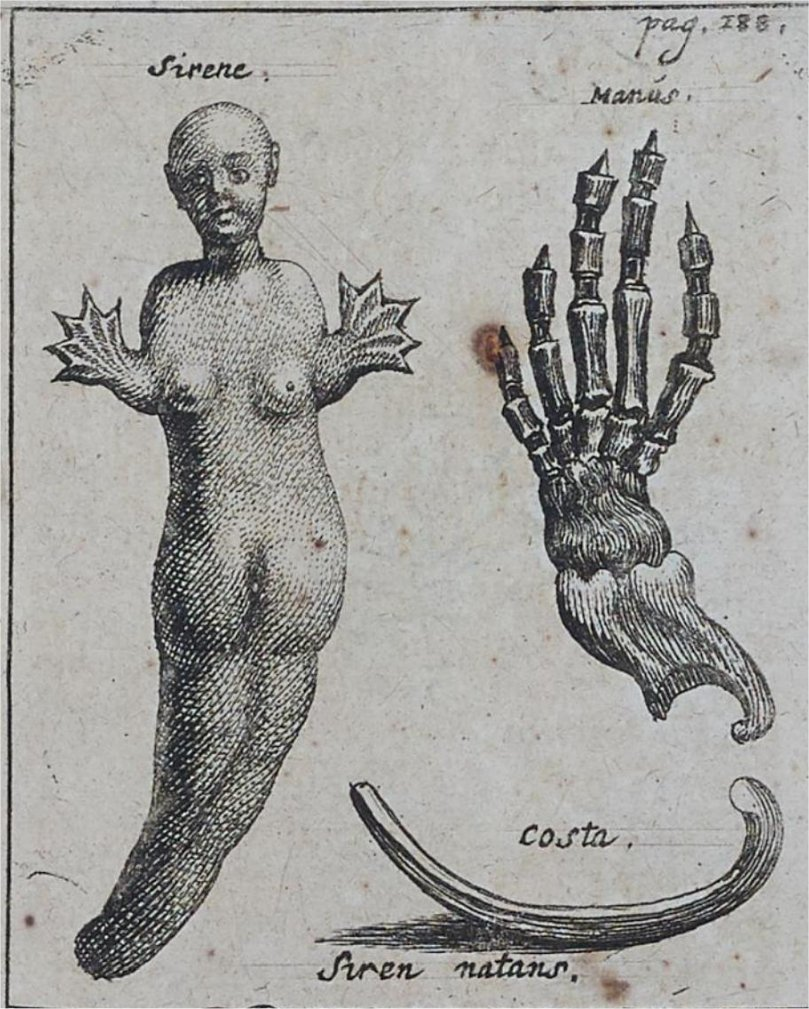
Ilustrace mořského tvora a jeho ruky, která byla později identifikována jako ruka kapustňáka (Thomas Bartholin, 1654)

### Chov
Kapustňáci se chovají v desítkách chovných zařízení po celém světě. Podle studie z roku 2023 je v zoologických zařízeních drženo méně než 200 kapustňáků. Nejčastěji se chová kapustňák širokonosý, následován kapustňákem africkým a poté jihoamerickým. Tyto chovatelské stanice hrají důležitou roli v osvětě veřejnosti ohledně kapustňáků, jejich života a potřebě jejich ochrany.  V Evropě se lze setkat s kapustňákem širokonosým subsp. manatus, a to v zoologických zahradách v Německu, Nizozemsku, Dánsku, Polsku aj.

### Odkaz v kultuře
Kapustňáci bývali evropskými námořníky zaměňováni za mořské panny. O takové záměně vypovídá již Kryštof Kolumbus, který v roce 1493 zaznamenal, že viděl tři mořské panny, které se dokázaly vynořit vysoko nad hladinu, avšak zdaleka nebyly tak krásné, jak se o nich říká a jejich tváře vykazovaly spíše mužské rysy. Má se za to, že Kolumbus spatřil právě kapustňáky. Z roku 1654 pochází dokonce ilustrace a záznam z pitvy tzv. člověka mořského (v textu označován jako homo marinus) z Brazílie, kterého zkoumal dánský badatel Thomas Bartholin. Na základě ilustrace ruky tohoto tvora bylo až v roce 2015 odhaleno, že se s největší pravděpodobností jednalo o kapustňáka.
Kapustňáci se objevují i v řadě legend a pověstí z afrického kontinentu. Např. na Mali se traduje legenda o původu kapustňáků. Podle ní se jednou na břehu řeky koupala mladá dívka. Po břehu se k ní začal přibližovat muž, který mladou dívku natolik polekal, že skočila do vody a zakryla si pozadí vějířem. Tato stydlivost ji odsoudila k životu ve vodě a vějíř se proměnil v pádlovitý ocas. V některých částech Afriky jsou kapustňáci spojováni s Mami Wata, mocným ženským božstvem, pobývajícím ve vodě.